# Victor Mendes (político)
Carlos Victor Guterres Mendes, mais conhecido como Victor Mendes (Pinheiro, 22 de agosto de 1979) é um advogado e político brasileiro. Filiado ao MDB, atualmente é deputado federal pelo Maranhão. Anteriormente, exerceu os cargos de deputado estadual do Maranhão e de secretário do Meio Ambiente do Maranhão.

## Carreira política
Começou a carreira política em 2006 ao ser eleito deputado estadual, sendo reeleito em 2010. Convidado por Roseana Sarney, aceitou o convite e tomou posse como secretário do Meio Ambiente em 2011. A nomeação de Victor Mendes à secretaria do Meio Ambiente, coube ao primeiro suplente Magno Bacelar ascender ao mandato de deputado estadual.
Nas eleições de 2014, candidatou-se a deputado federal pelo PV. Obteve 85.034 votos, sendo eleito.
Foi um dos primeiros filiados, em 2015, ao Partido da Mulher Brasileira. Todos os setes primeiros deputados a ingressar na legenda eram homens.
Em 17 de abril de 2016, votou a favor do processo de impeachment de Dilma Rousseff. Posteriormente, votou a favor da PEC do Teto dos Gastos Públicos. Em abril de 2017 foi favorável à Reforma Trabalhista. Em agosto de 2017 votou contra o processo em que se pedia abertura de investigação do então Presidente Michel Temer, ajudando a arquivar a denúncia do Ministério Público Federal.
Nas eleições de 2018 foi candidato a reeleição, mas não logrou êxito, alcançando 61.136 votos (1,87%). Nas eleições de 2022, também não logrou êxito, recebendo 9.549 votos.
Seu pai Filuca Mendes foi prefeito de Pinheiro (2001–2009 e 2013–2017).